# Monte Buke Levu
Il monte Buke Levu è la più alta (838 metri) montagna dell'isola Kadavu, nell'arcipelago delle Figi.